# Gangolf Schrimpf
Gangolf Schrimpf (* 1. Juni 1935 in Fulda; † 13. Oktober 2001 ebenda) war ein deutscher Philosoph und Bibliothekshistoriker.

## Leben und Werk
Schrimpf wuchs in Fulda auf. Nach dem Besuch der Rabanus-Maurus-Schule, des Domgymnasiums zu Fulda, wo er 1956 das Abitur abgelegt hatte, studierte er Germanistik, Geschichte und Philosophie an der Johann Wolfgang Goethe-Universität in Frankfurt am Main und an der Universität zu Köln. In Frankfurt wurde er 1962 von Johannes Hirschberger mit der Dissertation Die Axiomenschrift des Boethius als philosophisches Lehrbuch des Mittelalters promoviert. Das Erste Staatsexamen für das Lehramt an Gymnasien in den Fächern Deutsch und Geschichte legte er 1964 ab, 1965 erwarb er mit der Erweiterungsprüfung die Lehrbefähigung für Philosophie. Danach trat er in den Referendarsdienst ein, den er 1964–1965 für ein weiteres Studienjahr mit philosophischem Schwerpunkt unterbrach, das er an der McGill University in Montréal verbrachte. 1965 legte er die Zweite Staatsprüfung für das Lehramt an Gymnasien ab. Ein Habilitationsstipendium der Deutschen Forschungsgemeinschaft ermöglichte ihm die Fortsetzung seiner wissenschaftlichen Laufbahn als Philosoph und Philosophiehistoriker.  1968 wurde er Wissenschaftlicher Assistent bei Wolfgang Kluxen, zunächst an der Ruhr-Universität Bochum, von 1969 bis 1978 an der Rheinischen Friedrich-Wilhelms-Universität Bonn. Dort habilitierte er sich 1978 mit der Habilitationsschrift ''Das Werk des Johannes Scottus im Rahmen des Wissenschaftsverständnisses seiner Zeit. Eine Hinführung zu Periphyseon''. Schwerpunkt seiner Forschung waren die Behandlung logischer und metaphysischer Probleme sowie die Rezeption der Philosophie der klassischen Antike (Platonismus, Neuplatonismus, Aristotelismus) bei Philosophen, Theologen und Mystikern der Spätantike und des Mittelalters, insbesondere der Frühscholastik,  wie Plotin, Augustinus, Boethius, Hrabanus Maurus, Gottschalk von Orbais, Johannes Scottus Eriugena, Berengar von Tours, Anselm von Canterbury, Bernhard von Chartres, Petrus Abaelardus sowie Meister Eckhart. Bei den  „wissenschaftliche Bemühungen der Vor- und Frühscholastik um die Wahrheit vom Ganzen der Wirklichkeit“ mit den methodischen Instrumenten der Logik und zunehmend auch der Begriffsanalyse habe es sich indes noch keineswegs um autonom betriebene Philosophie, sondern vielmehr um  „scholastische Theologie“ gehandelt, da die  „logischen Bemühungen dieser Epoche [...] erst durch die Theologie geschichtlich möglich wurden.“ Das „aus historischer Sicht wesentliche Merkmal der scholastischen Theologie“ sei zu bestimmen als „der Wille zur formal völlig zweifelsfreien Wissenschaftlichkeit in allen ihren Wahrheitsaussagen“ und dieser sei „deckungsgleich mit dem Bemühen der Kulturgemeinschaft [der christlichen Gesellschaft des Mittelalters] darum, sich mit den Mitteln der Wissenschaft die inhaltliche Grundlage ihres Selbst- und Weltverständnisses so bewußt zu machen, daß sie sich wissenschaftlich davon Rechenschaft geben kann, ob der Wahrheitsanspruch [...] zu Recht erhoben wird.“ Insofern könne „die scholastische Theologie aus der Zeit der Vor- und Frühscholastik auch Philosophie genannt und als scholastische Philosophie gekennzeichnet werden.“
Als Lehrbeauftragter und kommissarischer Vertreter des zweiten Lehrstuhls für Philosophie begann 1978 seine Lehr- und Forschungstätigkeit an der damaligen Philosophisch-Theologischen Hochschule Fulda, an der er nach ihrer zum Jahresende erfolgten Umwandlung zur Theologischen Fakultät 1979 zum ordentlichen Professor für Philosophie ernannt wurde. Zweimal, von 1992 bis 1994 und von 2000 bis zu seinem Tode, bekleidete er hier das Amt des Prorektors. Ein wichtiges Forschungsgebiet neben der Philosophie wurde die Rekonstruktion der während des Dreißigjährigen Krieges zerstreuten historischen Bibliothek des Klosters Fulda, deren außerordentlich bedeutende Handschriftenbestände aus dem 6. bis 15. Jahrhundert (mit deutlichem Schwerpunkt im 9./10. Jahrhundert) stammen, ein 1981 begonnenes Projekt, aus dem das Institut Bibliotheca Fuldensis an der heutigen Theologischen Fakultät Fulda hervorging. Schrimpf war Mitherausgeber der Schriftenreihen Fuldaer Hochschulschriften und Fuldaer Studien.

## Gedenken und Ehrungen
- Am 30. März 1998 wurde Schrimpf für seine ehrenamtliche Arbeit am Projekt Bibliotheca Fuldensis mit dem Bundesverdienstkreuz am Bande ausgezeichnet.[6]
- Zu seinem Gedenken wurde vom Förderkreis der Theologischen Fakultät Fulda die Gangolf Schrimpf Visiting Fellowship eingerichtet.[7]

## Schriften (Auswahl)
- Die Axiomenschrift des Boethius als philosophisches Lehrbuch des Mittelalters. (Studien zur Problemgeschichte der antiken und mittelalterlichen Philosophie 2). Brill, Leiden 1966.
- Das Werk des Johannes Scottus Eriugena im Rahmen des Wissenschaftsverständnisses seiner Zeit. Eine Hinführung zu Periphyseon. Aschendorff, Münster 1982, ISBN 3-4020-3918-4
- Philosophie im Mittelalter. Entwicklungslinien und Paradigmen, hrsg. von Jan P. Beckmann, Ludger Honnefelder, Gangolf Schrimpf und Georg Wieland. Felix Meiner, Hamburg 1987, ISBN 3-7873-0747-8 (2. Aufl. 1996, ISBN 3-7873-1295-1) (darin: Gangolf Schrimpf: Bausteine für einen historischen Begriff der scholastischen Philosophie, S. 1–25)
- Mittelalterliche Bücherverzeichnisse des Klosters Fulda und andere Beiträge zur Geschichte der Bibliothek des Klosters Fulda im Mittelalter, hrsg. von Gangolf Schrimpf. Josef Knecht, Frankfurt am Main 1992, ISBN 3-7820-0707-7. (Fuldaer Studien 4)
- Anselm von Canterbury, Proslogion II - IV. Gottesbeweis oder Widerlegung des Toren? Unter Beifügung der Texte mit neuer Übersetzung. Josef Knecht, Frankfurt am Main 1994, ISBN 3-7820-0668-2 (Fuldaer Hochschulschriften 20)
- Kloster Fulda in der Welt der Karolinger und Ottonen, hrsg. von Gangolf Schrimpf. Josef Knecht, Frankfurt am Main 1996, ISBN 3-7820-0707-7. (Fuldaer Studien 7)
- Die Frage nach der Wirklichkeit des Göttlichen. Eine wirkungsgeschichtliche Hinführung zu klassischen philosophischen Texten. Josef Knecht, Frankfurt am Main 2000, ISBN 3-7820-0843-X (Fuldaer Hochschulschriften 35)